# Thondamuthur
Thondamuthur là một thị xã panchayat của quận Coimbatore thuộc bang Tamil Nadu, Ấn Độ.

## Nhân khẩu
Theo điều tra dân số năm 2001 của Ấn Độ, Thondamuthur có dân số 8386 người. Phái nam chiếm 52% tổng số dân và phái nữ chiếm 48%. Thondamuthur có tỷ lệ 68% biết đọc biết viết, cao hơn tỷ lệ trung bình toàn quốc là 59,5%: tỷ lệ cho phái nam là 79%, và tỷ lệ cho phái nữ là 56%. Tại Thondamuthur, 15% dân số nhỏ hơn 6 tuổi.